# دومينيك هاسلر
دومينيك هاسلر (بالألمانية: Dominic Hassler)‏ هو لاعب كرة قدم نمساوي، ولد في 30 مارس 1981 في النمسا. شارك مع منتخب النمسا تحت 21 سنة لكرة القدم. أما مع النوادي، فقد لعب مع شتورم غراتس وغراتزر أي كاي ولاسك لينتس ونادي ريد بل سالزبورغ.

## وصلات خارجية
- دومينيك هاسلر على موقع قاعدة بيانات كرة القدم.إي يو (الإنجليزية)
- دومينيك هاسلر على موقع عالم كرة القدم.نت (الإنجليزية)